# Gendarmerie nationale camerounaise
 (février 2024).
 (février 2024).
La gendarmerie nationale camerounaise est une force de sécurité publique militaire au Cameroun. Elle est intégrée au sein des Forces armées camerounaises. Ses missions et son organisation sont calquées sur celles de la Gendarmerie nationale française. Mise sur pied au moment de l'indépendance, elle comprenait, en 2009, environ 10 000 gendarmes, sous-officiers et officiers.

## Origines
La Gendarmerie nationale camerounaise dont les origines remontent au 4 janvier 1920, est l’une des plus vieilles forces instituées au Cameroun. Avec l’avènement de l’indépendance en 1960, l’évolution rapide du jeune État va largement influencer son organisation avec la création d’un corps d’auxiliaires de la gendarmerie recrutés localement. C’est donc par la fusion des auxiliaires de la gendarmerie française et des forces locales de la Garde camerounaise que la gendarmerie camerounaise est officiellement créée le 1er avril 1960.

## Organisation

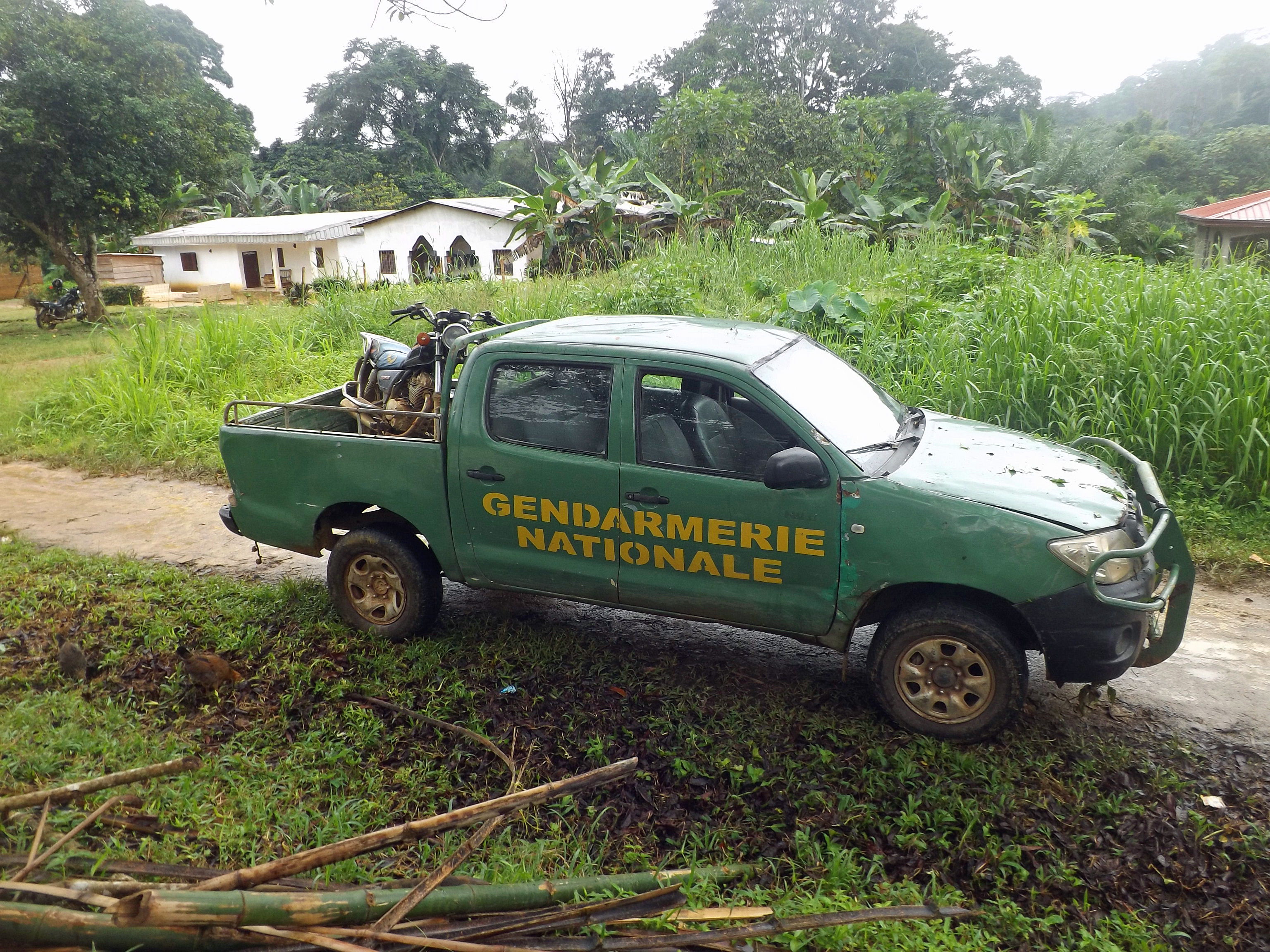
Un véhicule de la gendarmerie à Tayap.

Structurée en fonction de ses missions et de l’organisation administrative du territoire national, la gendarmerie fait partie intégrante des forces de défense. Le caractère militaire de ses statuts et la nature mixte de son service à la fois civile et militaire lui confèrent le pouvoir d’assurer constamment la recherche du renseignement, l’action directe de la police judiciaire, administrative et militaire par le maillage de trois régions, dix légions, cinq groupements de gendarmerie territoriale, trois groupements de circulation routière avec ses vingt-cinq pelotons routiers motorisés, 71 compagnies et 486 brigades de gendarmerie.
La gendarmerie camerounaise participe en même temps au maintien de l’ordre à travers trois groupes d’escadrons, vingt-six escadrons et 115 pelotons mobiles. Elle se tient également à la disposition des autres départements ministériels dans le cadre de ses missions et conformément à la réglementation. Force de protection d’assistance et de secours des populations par excellence, son action s’exerce sur toute l’étendue du territoire national et plus particulièrement dans les zones rurales et toutes les voies de communication.

## Missions

### Missions de police

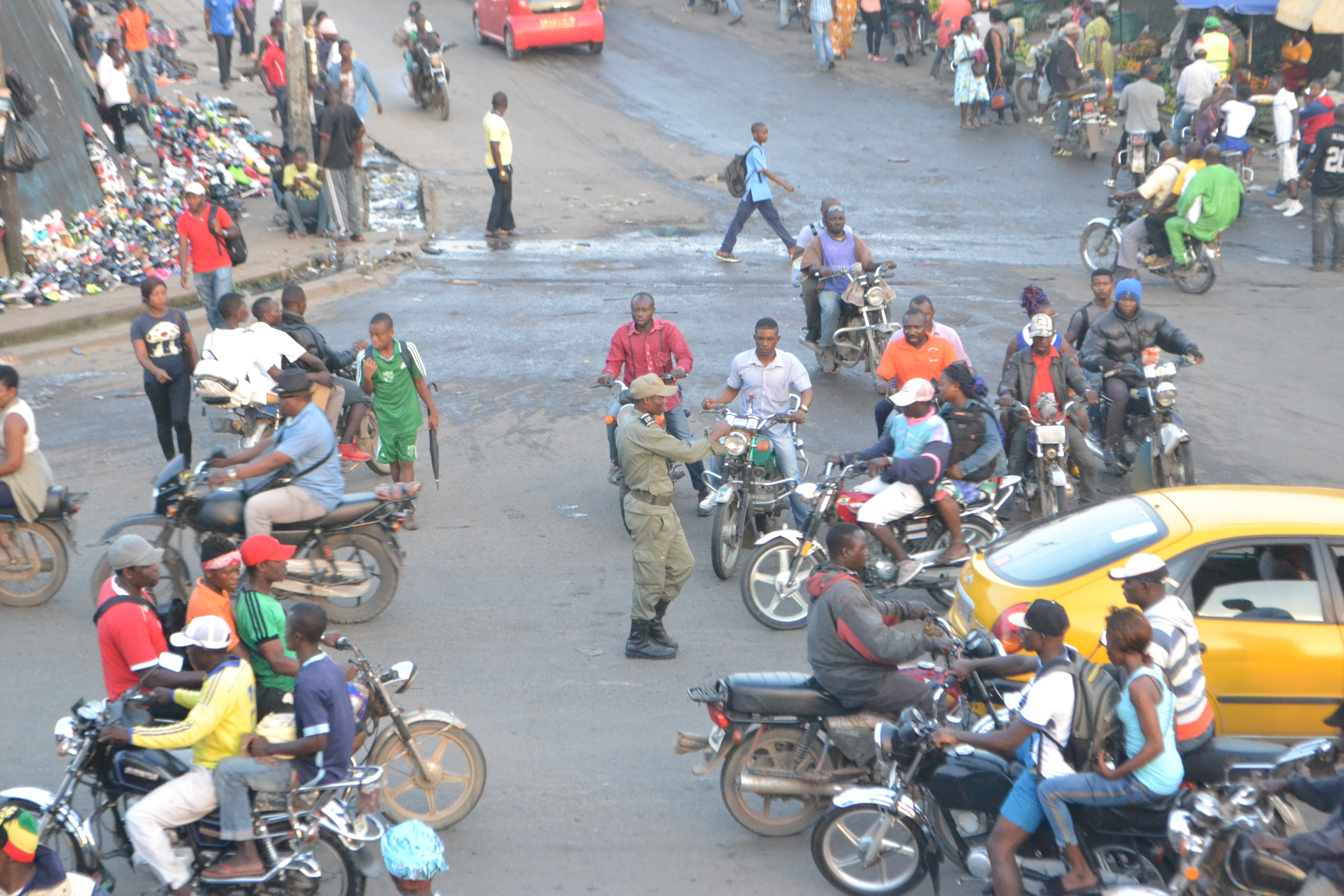
Un gendarme régule la circulation à Douala en 2017.

La Gendarmerie exécute trois grandes catégories de missions de police : administrative, judiciaire et militaire. La police administrative, qui doit garantir la sûreté, la tranquillité et le maintien de l'ordre public dont la gendarmerie reste responsable de l'exécution, couvre 30 % des missions de la gendarmerie. La police judiciaire représente 50 % environ des missions confiées à la gendarmerie. Elle a pour objet de constater les infractions à la loi pénale, d'en rassembler les preuves, d'en chercher les auteurs afin de les livrer à la justice, d'exécuter les mandats et décisions de justice. Enfin, la police militaire est l'intermédiaire entre l'autorité militaire et les citoyens ; la gendarmerie exerce à la fois la police militaire générale à caractère préventif et la police judiciaire militaire à vocation répressive.

### Autres missions

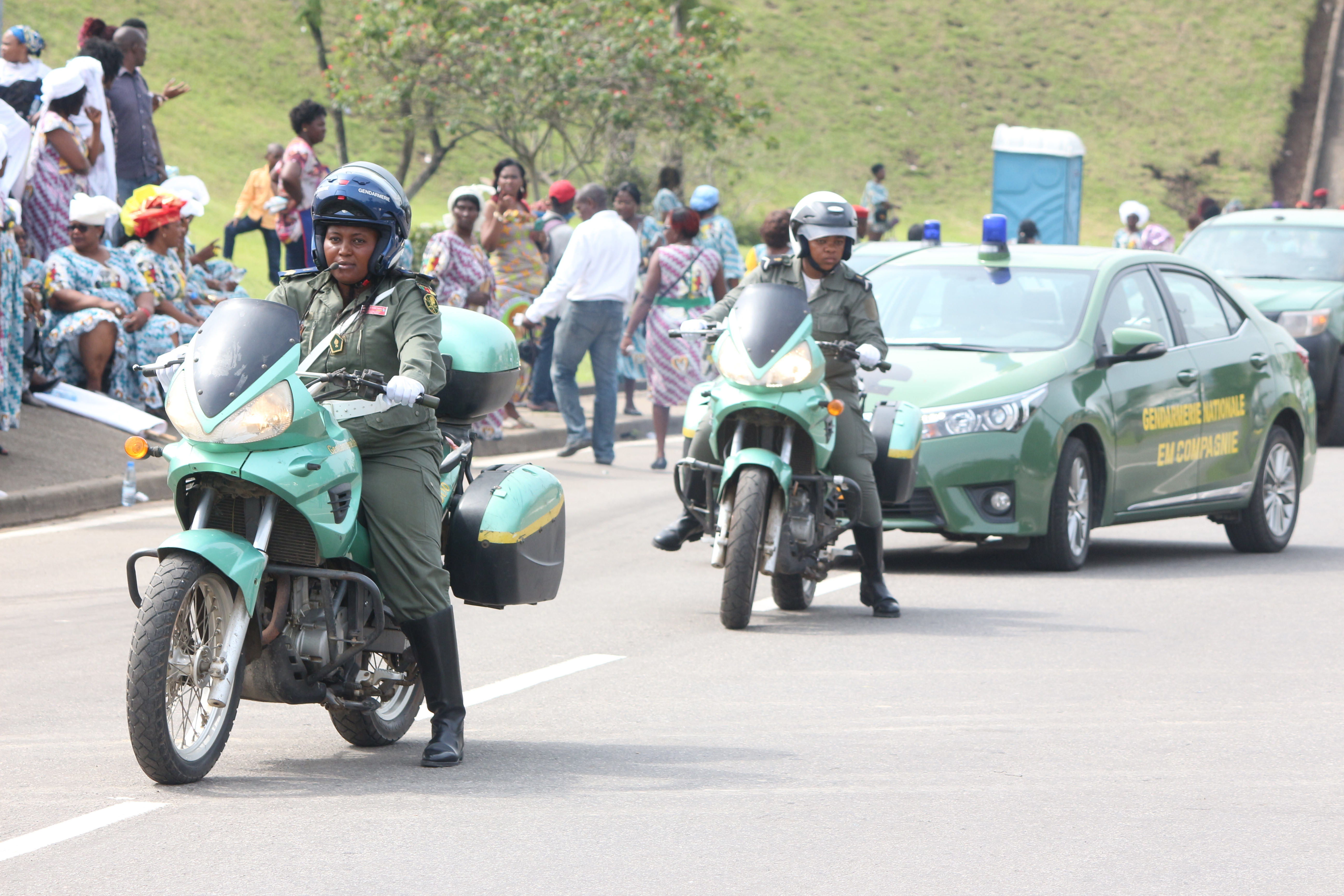
Moto et automobile d'un état-major de compagnie.

La Gendarmerie est aussi un organe d'exécution pour de nombreuses autres missions dévolues à différents départements ministériels tels que la police économique (contrôle de patentes, des prix, etc.), la recherche des infractions douanières, le contrôle de la circulation routière, la surveillance de la navigation aérienne, des aérodromes et de la navigation maritime.
Elles varient suivant le temps de paix ou le temps de guerre. En temps de paix, le gendarmerie collabore avec les forces de défense en matière de renseignement et elle est associée à la mise en œuvre des mesures de mobilisation. En temps de guerre, elle participe à la défense intérieure du territoire.

## Formations spécialisées

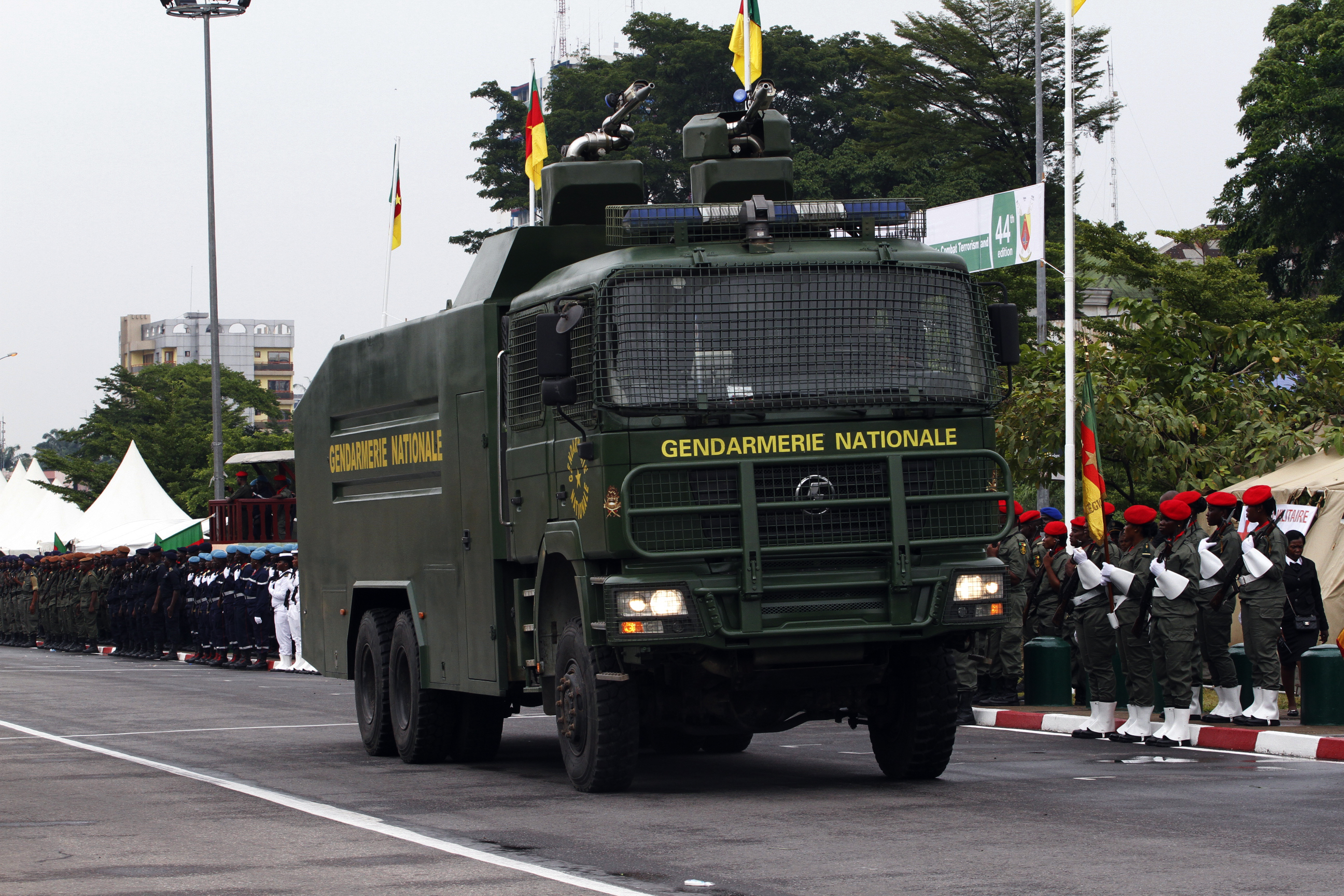
Camion anti-émeute lors d'un défilé à Douala.

On trouve également en son sein plusieurs formations spécialisées telles que le poste de commandement opérationnel à transmission des données, le Groupement polyvalent d’intervention de la gendarmerie nationale (GPIGN).

### Groupement polyvalent d’intervention de la gendarmerie nationale (GPIGN)
Il est destiné à la lutte contre le grand banditisme. Le GPIGN a été créé en 1995 par décret du Président de la République. Déployé dans les cinq régions de gendarmerie et il se retrouve dans les villes suivantes Yaoundé, Douala, Garoua, Maroua, Bamenda et Bertoua, il est dirigé par le lieutenant-colonel Kola. Sa vocation première consiste à initier, former et recycler le personnel des forces de sécurité à la protection et aux interventions à risques dans les diverses spécialités qui peuvent les intéresser. C’est l'une des forces spécialisées de la gendarmerie nationale.

### Autres
Le Centre opérationnel de la gendarmerie (COG) traite gratuitement des appels de détresse par téléphone fixe ou mobile. Le Centre de perfectionnement de la police judiciaire (CPPJ) forme et perfectionne le personnel en police technique et scientifique. Le Centre de perfectionnement aux techniques de maintien de l'ordre (CPTMO) est destiné au recyclage des officiers de la gendarmerie mobile africaine en maintien de l’ordre. Cette école à vocation régionale dont la notoriété dans le domaine de l’enseignement des techniques de maintien de l’ordre public est reconnue dans le continent[réf. nécessaire], a favorisé en mai 2008 la création de l’École internationale des forces de sécurité (EIFORCES) destinée à préparer le personnel de gendarmerie et de police aux missions de maintien de la paix.